# Kattögoneffekt

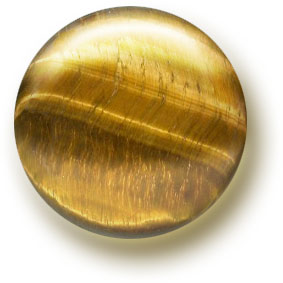
Kattögoneffekt i tigeröga.

Kattögoneffekt (Chatoyancy) är en speciell optisk egenskap hos vissa mineral och ädelstenar. 
Med kortformen kattöga för smyckestenar menas alltid bara krysoberyllkattöga. Alla andra smyckestenar med effekten måste tydligt anges med ett tillägg till exempel turmalinkattöga. Effekten består av en ljus linje som tycks röra sig över stenen, när man vrider på den, liknande utseendet hos ett kattöga. Orsaken är håligheter och inneslutningar i kristallen, och kräver en speciell slipning för komma till sin rätt i smycken. Pärlor med den här egenskapen kallas ofta Cat's eye.